# 比普羅瓦

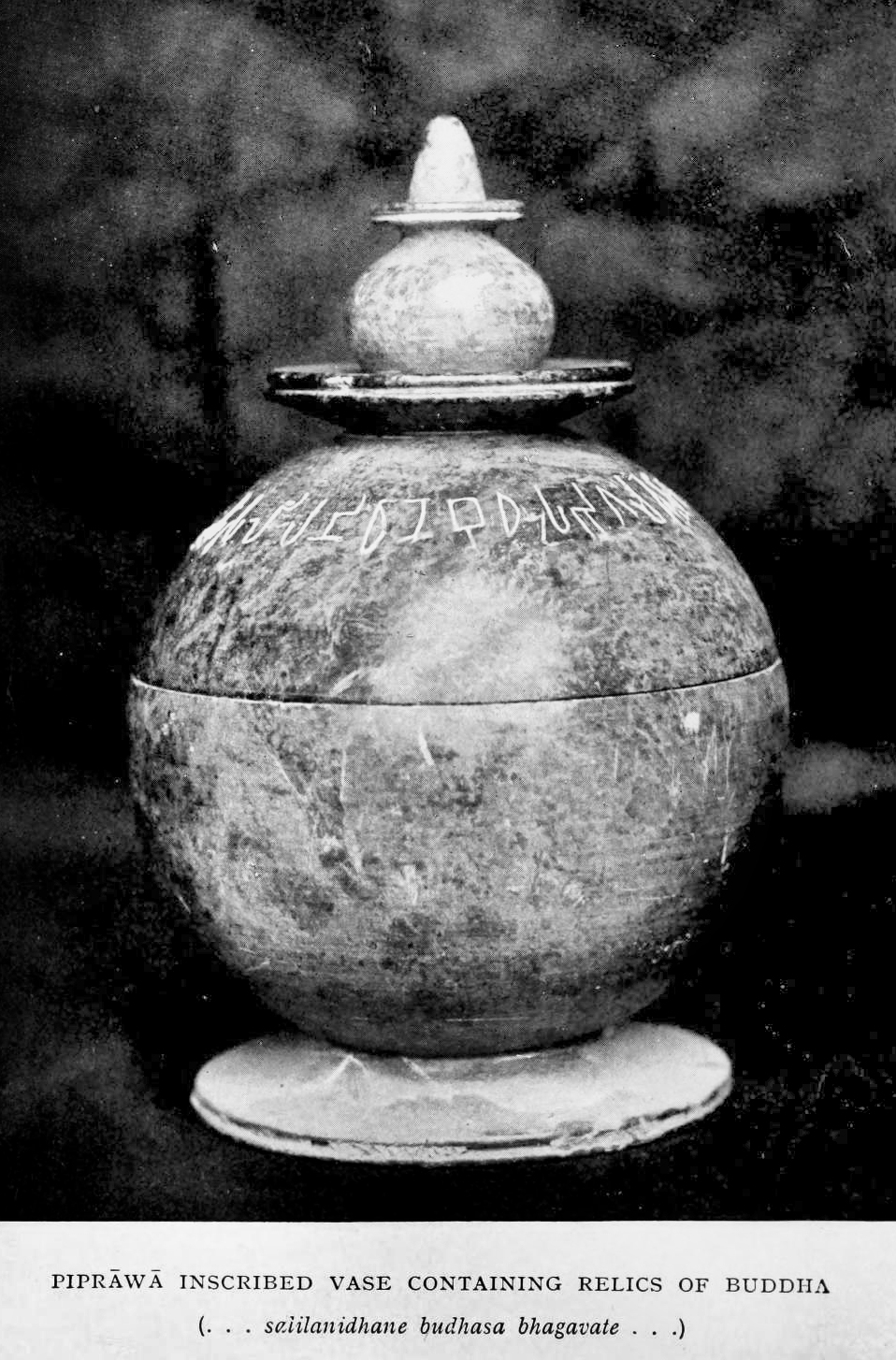
出土的刻有铭文的舍利罐

比普羅瓦（Piprahwa），印度鄉鎮，位於北方邦錫達特那加爾縣，以生產火山黑鹽，卡拉那瑪克（Kala Namak）而聞名。
古代相傳釋迦牟尼入滅後，火化所得舍利分至八個窣堵坡，分別奉祠，此地為其中之一。1897年，英國人佩普（William Claxton Peppé）在此地發現了古代窣堵坡遺址。他清理了灌木叢和叢林後，在土丘上開挖了一條深壕溝。挖掘了18英尺厚的磚牆後，發現一個大型石棺，內有五個小瓷瓶，裡面盛放著骨骸碎片、金飾及精美的珠寶。這些舍利器皿內包含歷史上單一出土數量最多的貴重供品：約1,800顆寶石與半寶石（許多經過雕刻和鑽孔）、水晶、珍珠、貝殼、珊瑚、壓花金銀片、粒狀金，以及被視為極其神聖的骨骸與灰燼。 佩普根據銘文專家George Bühler對舍利罐銘文的解讀撰寫了“发现佛陀骨灰”报告，此後學者對此銘文的解讀進行了持久爭論。在接下來的十多年裡，銘文學者不斷探討該銘文的確切含義。文森特·史密斯（Vincent Smith）、威廉·霍伊（William Hoey）、托馬斯·瑞斯·戴維茲（Thomas Rhys Davids）和埃米爾·塞納特（Emile Senart）皆對銘文進行翻譯，確認這些是佛陀的舍利。最終，當時的銘文學家普遍接受奧古斯特·巴特（Auguste Barth）的翻譯：
「這個存放釋迦族世尊佛陀舍利的容器，是蘇基提（Sukīrti）兄弟與他們的姐妹、兒子及妻子共同虔誠供奉的。」
一百多年後，在2013年紀錄片《佛陀的遺骨》（Bones of the Buddha）中，柏林自由大學（Freie Universität Berlin）的銘文專家哈里·福爾克（Harry Falk）再次確認同樣的詮釋，即這些是佛陀的舍利。於加爾各答印度博物館研究舍利容器一段時間後，福爾克對銘文的翻譯如下：
「這座佛陀（釋迦族）之身體遺骸（śarīra）供奉（nidhāna），由享有盛名的釋迦族兄弟及其姐妹、兒子和妻子所供奉。」
在大都會藝術博物館《樹與蛇》（Tree and Serpent）展覽的目錄中，策展人約翰·蓋伊（John Guy）撰文推測，皮普拉瓦的骨舍利可能是釋迦族在婆羅門多羅那（Drona）進行最初舍利分配時所得的一部分，這與舍利容器上的銘文含義一致。此外，七個現存的舍利容器及其珍貴供品，可能是在阿育王統治期間或之後，佛塔重建時的存放品。

## 真實性
儘管對銘文的翻譯最初存在分歧，但當時並沒有任何質疑這一發現真實性的記錄。然而，在1900年4月向英國皇家亞洲學會介紹這一發現時，秘書托馬斯·瑞斯·戴維茲強調：「在這種情況下，偽造的假設是根本無法想像的。」 一百多年後，有人推測當時或許存在懷疑，主要因為政府考古學家費洛當時正在距佩普發掘地約十八英里處進行自己的挖掘，後來費洛被揭發抄襲與造假。在2012年的一篇書評中，大英博物館早期南亞及喜馬拉雅收藏前館長邁克爾·D·威利斯聲稱發掘出的骨灰罐上的銘文可能是德国人类学家費洛偽造的。然而，佩普家族向皇家亞洲學會和劍橋大學捐贈的當時信件表明，這種偽造是不可能的。歷史學家查爾斯·艾倫在他2013年的記錄片《Bones of the Buddha》和著作《What happened at Piprahwa》中，研究舉證這種偽造是不可能的。印度學教授Harry Falk也在記錄片中聲稱這種偽造不可能。

## 舍利的分佈
這些骨舍利被分送至多個地點，包括泰國曼谷的金山寺（Golden Mount Temple）、緬甸仰光的大金塔（Shwedagon Pagoda）、緬甸曼德勒的阿羅漢塔（Arakan Pagoda）、斯里蘭卡可倫坡的Dipaduttamarama寺院、斯里蘭卡卡盧特勒的Waskaduwe Vihara，以及斯里蘭卡阿努拉德普勒的Marichiwatta塔。
大部分金飾與珠寶舍利供品被印度政府存放於加爾各答的印度博物館（Indian Museum, Kolkata）。目前展出的僅為複製品，而原物則未展示。皮普拉瓦的迦毘羅衛博物館（Kapilavastu Museum）內展示了這些供品的照片，吸引許多佛教信徒前往朝聖。
威廉·佩普獲准保留部分「重複的物品」， 這些物品曾在蘇黎世的里特伯格博物館（Rietberg Museum）、紐約的魯賓藝術博物館、新加坡亞洲文明博物館、紐約大都會藝術博物館，以及韓國首爾的國立中央博物館展出。 此外，佩普還將部分舍利贈予泰國王子Prisdang及其佛教導師Sri Subuthi。

## 引用
1. ↑  Peppé, W. C. . Journal of the Royal Asiatic Society. July 1898, 30 (3): 573–588.
2. ↑  Guy, John. . New York: Metropolitan Museum of Art. 2023: 104. ISBN 978-1-58839-693-8.
3. ↑  Senart, Emile. . Journal Asiatique. 1906, (Jan-Feb): 132–136.
4. ↑  Hoey, William. . The Pioneer. 24 February 1898.
5. ↑  Barth, Auguste. . Journal des Savants. October 1906, 36: 124.
6. ↑  Guy, John. . New York: Metropolitan Museum of Art. 2023: 105–106. ISBN 978-1-58839-693-8.
7. ↑  Falk, Harry. . Bulletin of the Asia Institute. 2018: 45.
8. ↑  Rhys Davids, Thomas. . Journal of the Royal Asiatic Society. 1901, XIV: 398  [2025-03-03]. （原始内容存档于2014-10-14）.
9. ↑  Willis, Michael. . Journal of the Royal Asiatic Society. 3rd series. 2012, 22 (No. 1, Medieval India and the Paramara Dynasty): 188 [January 2012]. JSTOR 41490381. As the question of fakes is raised by Falk himself, it is noteworthy that the author has side-stepped the Piprahwa reliquary in the India Museum, Calcutta, in all likelihood a forgery made by A. A. Führer（英语：Alois Anton Führer） whose activities are explored elsewhere in this JRAS special issue. The decision to side-step this problem was a wise one as its inclusion would only detract from the volume as a  reference work.
10. ↑  Allen, Charles.  (PDF).   [2018-11-05]. （原始内容存档 (PDF)于2018-10-04）.
11. ↑  Falk, Harry. . Bulletin of the Asia Institute. 2017, 27: 53.
12. ↑  Smith, Vincent. . British Library. 1898, (740 /III-2790-2).
13. ↑  . Rietberg Museum Newsletter. November 2018.
14. ↑  Nanayakkara, Rasika. . The Island. January 25, 2013  [2025-03-03]. （原始内容存档于2020-02-13）.